# Список земноводных Эстонии

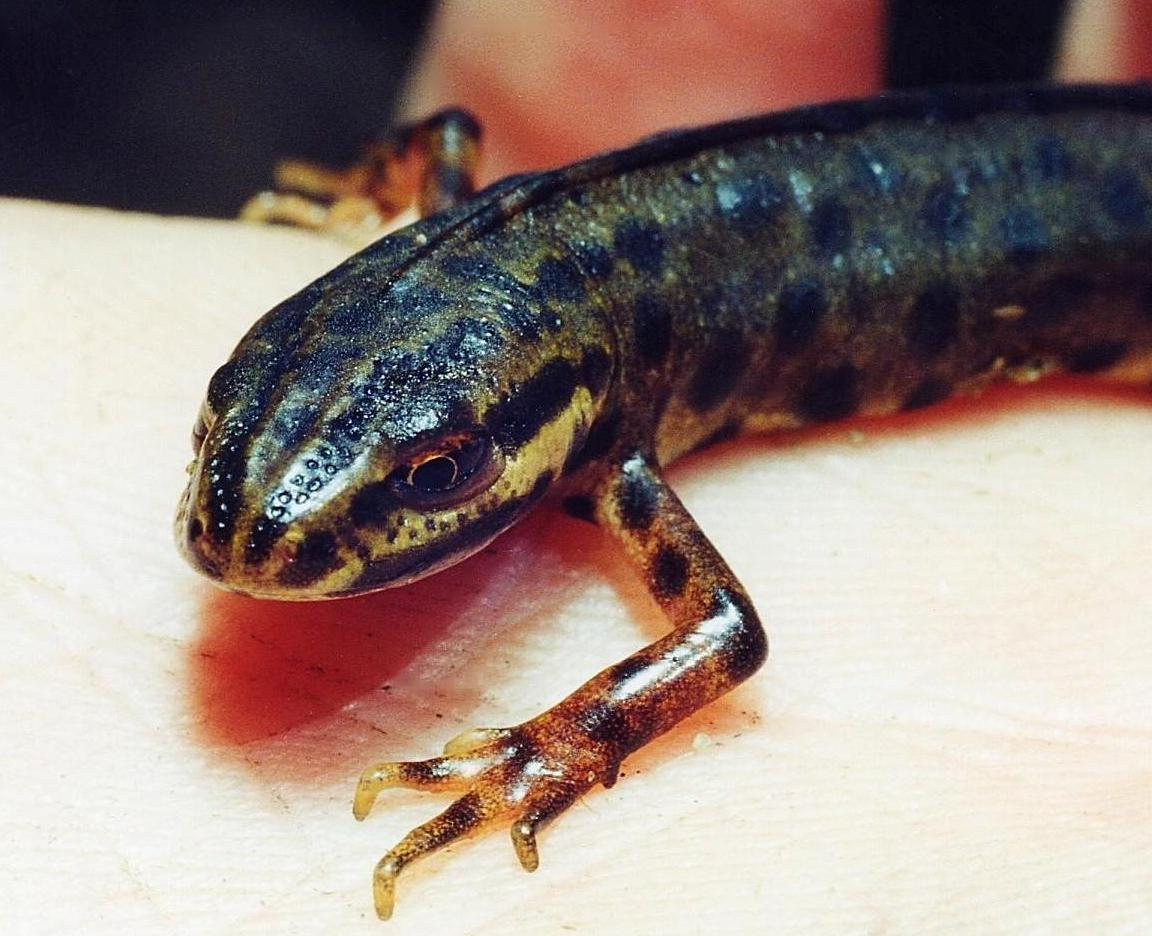
Обыкновенный тритон

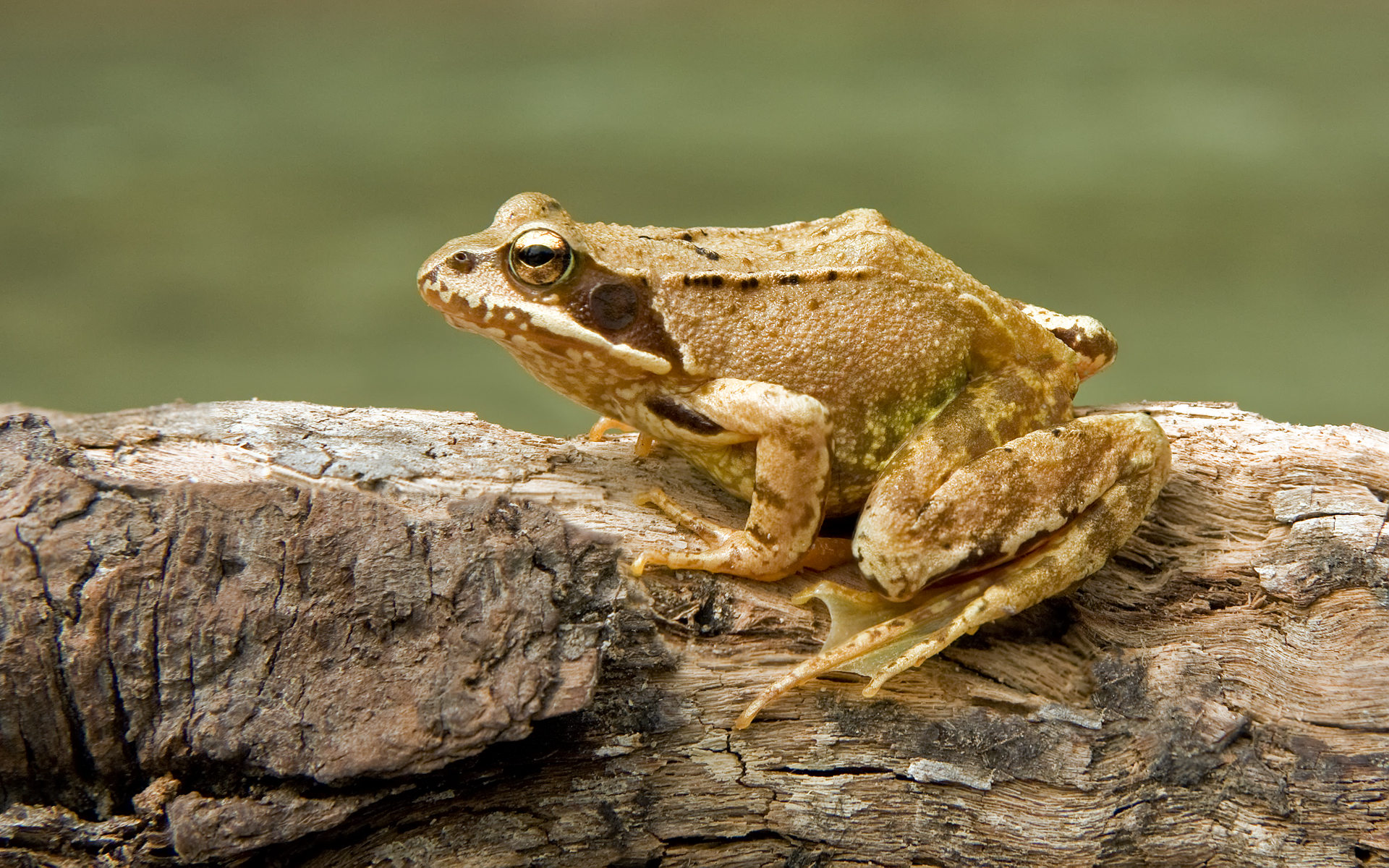
Травяная лягушка

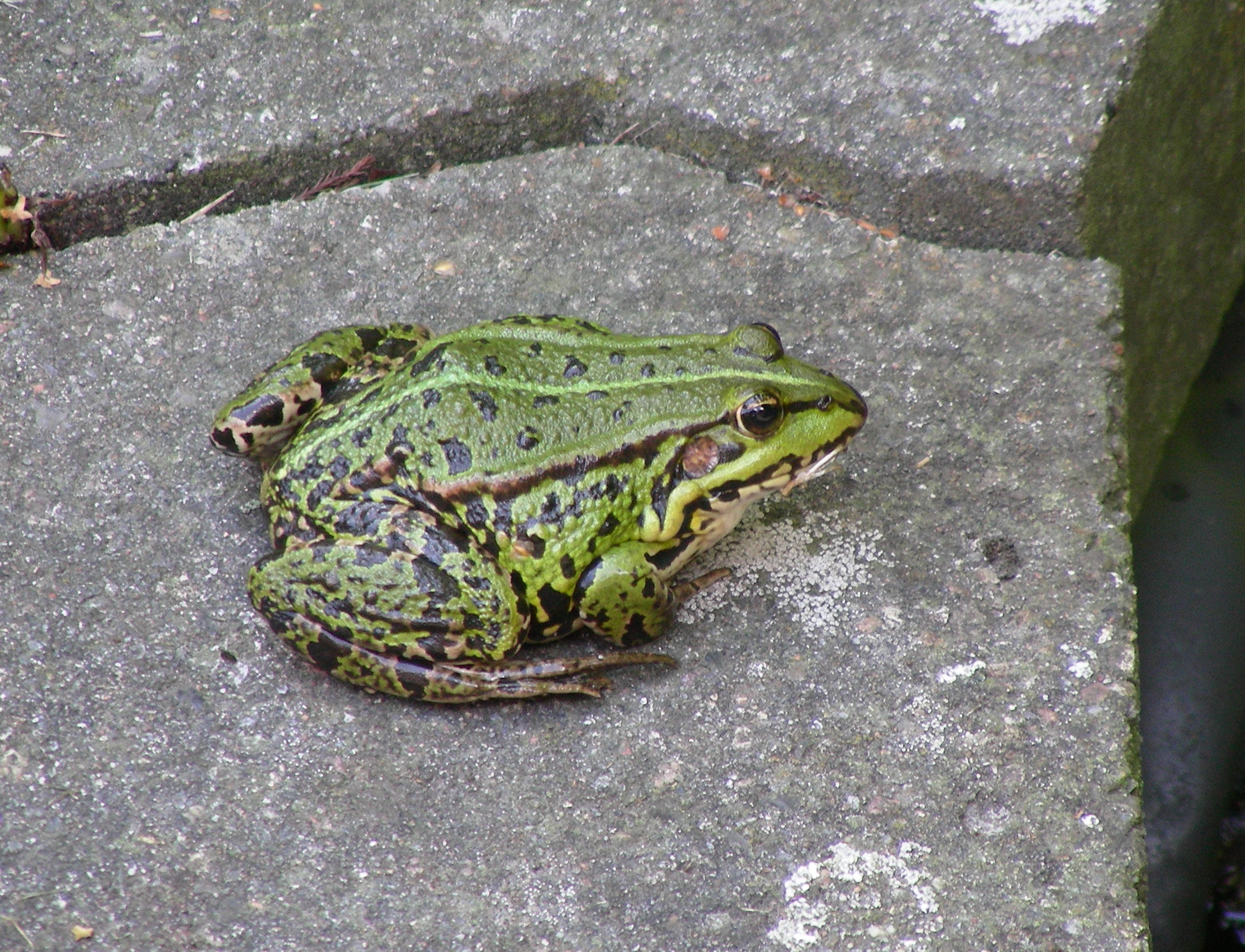
Прудовая лягушка

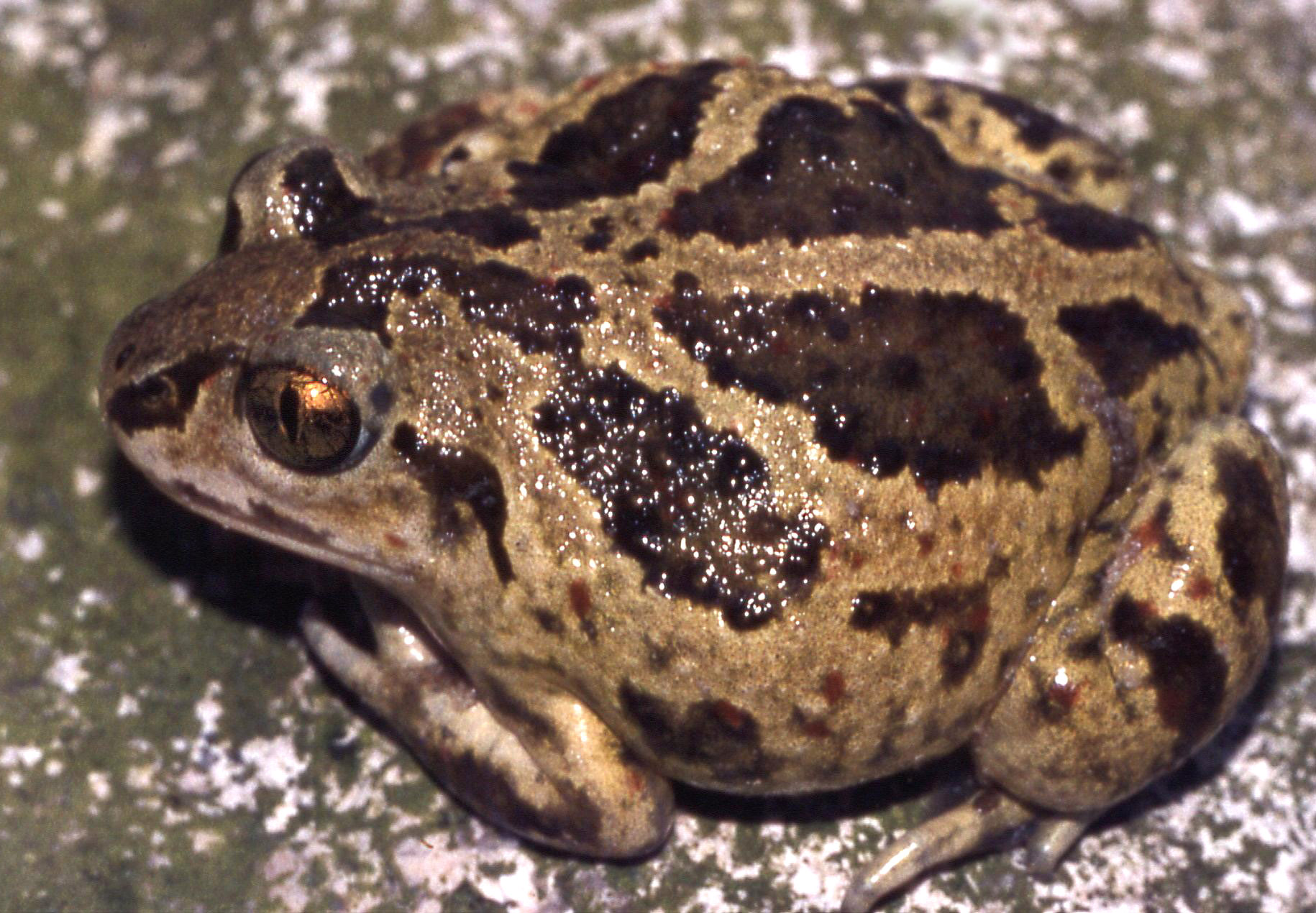
Обыкновенная чесночница

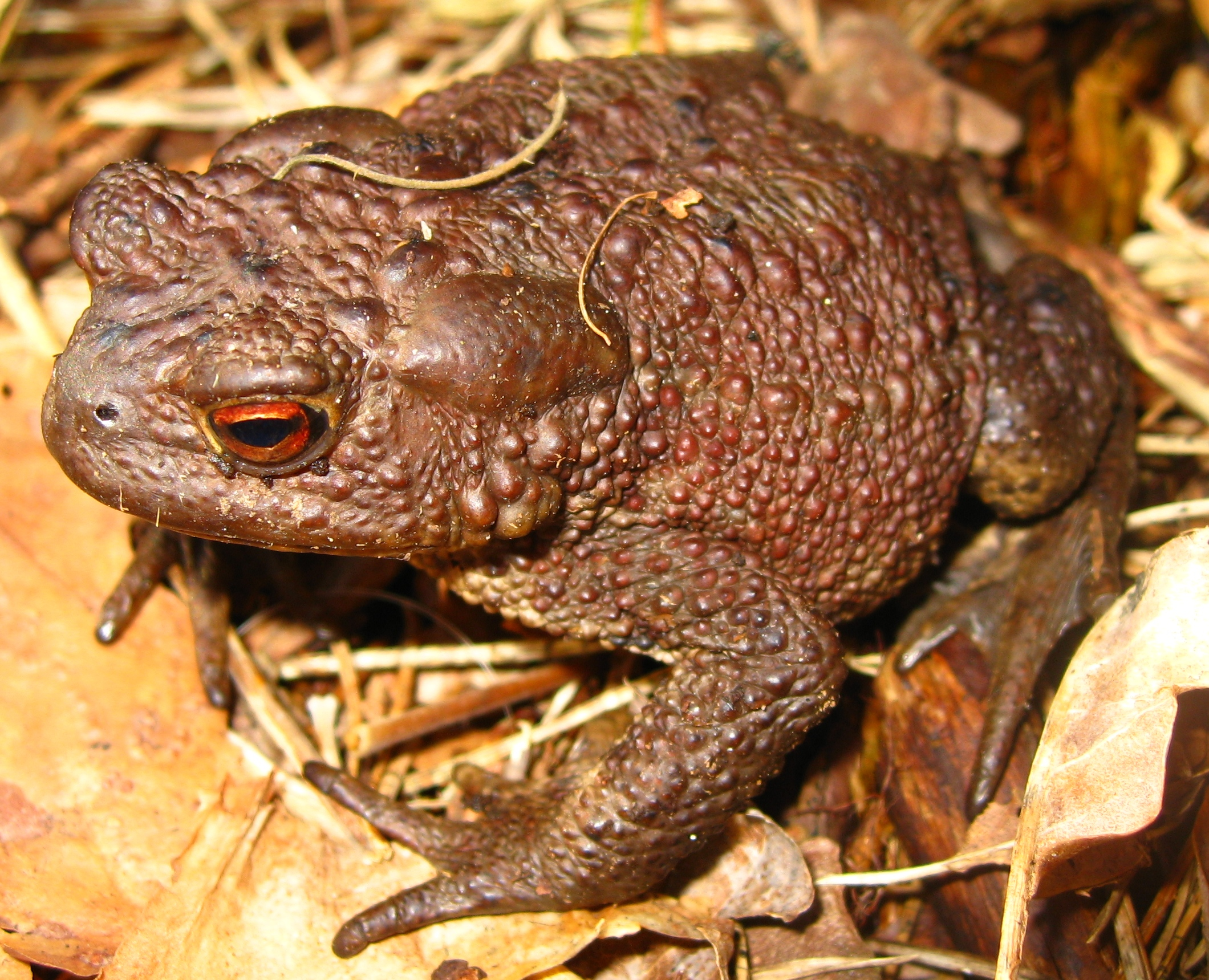
Обыкновенная, или серая, жаба

Список земноводных Эстонии включает виды класса Земноводные, распространённые на территории Эстонии.
В настоящее время на территории Эстонии отмечено 12 видов.

## Список видов

### ОтрядХвостатые(Caudata)
- Семейство Настоящие саламандры (Salamandridae)
  - Род Тритоны (Triturus; укр. )
    - Вид Обыкновенный тритон (Triturus vulgaris;)
    - Вид Гребенчатый тритон (Triturus cristatus)

### ОтрядБесхвостые(Anura)
- Семейство Чесночницы (Pelobatidae)
  - Род Чесночницы (Pelobates)
    - Вид Обыкновенная чесночница (Pelobates fuscus)
- Семейство Жабы (Bufonidae)
  - Род Жабы (Bufo)
    - Вид Обыкновенная, или серая, жаба (Bufo bufo)
    - Вид Зелёная жаба (Bufo viridis)
    - Вид Камышовая жаба (Bufo calamita)
- Семейство Лягушки (Ranidae)
  - Род Лягушки (Rana)
    - Вид Травяная лягушка (Rana temporaria)
    - Вид Остромордая лягушка (Rana arvalis)
    - Вид Озёрная лягушка (Rana ridibunda)
    - Вид Прудовая лягушка (Rana lessonae)
    - Вид Съедобная лягушка (Rana kl. esculenta)
- Семейство Пиповые (Pipidae)
  - Род Шпорцевые лягушки (Xenopus)
    - Вид Гладкая шпорцевая лягушка (Xenopus laevis)